# Piet Ekel

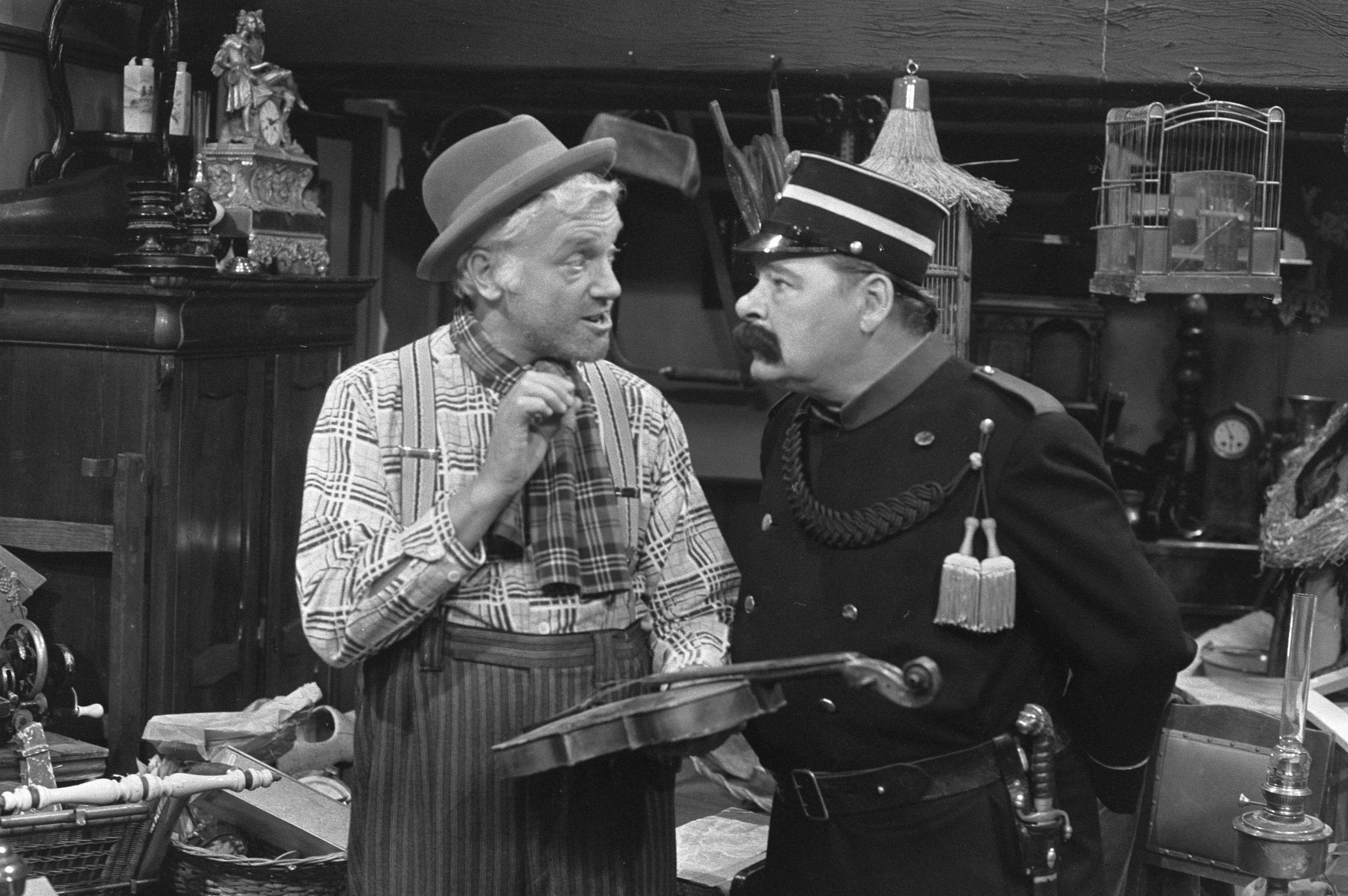
Ekel (links) in zijn rol als Malle Pietje in de tv-serie Swiebertje; rechts Lou Geels als veldwachter Bromsnor

Pieter (Piet) Ekel (Soest, 21 september 1921 – aldaar, 28 juni 2012) was een Nederlands acteur die vooral bekend werd door zijn creatie/rol als "Malle Pietje" in de televisieserie Swiebertje. Hij was vijftig jaar omroepman, variété-artiest, stemmetjesmaker, imitator en acteur. Hij vertolkte de stem van de vader van Calimero (Haan) in de gelijknamige tekenfilmserie en die van de papegaai Lorre in de televisieserie Ja zuster, nee zuster, en hij werkte ook mee aan Loeki, Rieki en Wieki uit de Biotexreclamespots.

## Levensloop
Zijn vader was beroepsmilitair op Soesterberg. Toen zijn vader in de Crisis van de jaren 1930 op wachtgeld stond, begon deze een radiozaak waar hij zelf radio's maakte. Piet oefende toen al imitaties van de personen die hij hoorde op de radio. Zo hield hij zijn vader eens voor de gek met een imitatie van pater Henri de Greeve.
Ekel volgde de mulo en de Handelsschool. De eerste negen jaar van zijn werkzame leven bracht hij door als kantoorbediende, bankemployé en ambtenaar bij het Gewestelijk Arbeidsbureau in Amersfoort.
Tijdens de Tweede Wereldoorlog maakte hij zijn radiodebuut bij de gelijkgeschakelde Nederlandsche Omroep. Anoniem werkte hij mee aan het Zondagmiddagcabaret van Paulus de Ruiter. De naoorlogse Commissie voor de Zuivering van het radio-omroeppersoneel sloot Ekel vanwege dit besmette werk voor de nazibezetter gedurende enige tijd uit van werk bij de radio.
Na de oorlog werd hij discotheekmedewerker bij Stichting Radio Nederland in den Overgangstijd, waarvan ds. Spelberg toen directeur was. Hij was in het vak gerold toen hij een radiowedstrijd won met een voordracht. Op een gegeven moment heeft hij aan audities meegedaan en werd hij als gastacteur verbonden aan de hoorspelafdeling. Daar heeft hij aan bepaalde figuren zoals een boer of een burgemeester een duidelijk accent gegeven. Ekel heeft nooit zichzelf gespeeld, maar altijd bijzondere types als heksen, spoken, narren en dwergen.
Hij nam toneellessen van Philippe la Chapelle en Cruys Voorbergh, en zanglessen van Kees Smulders.
Het aantal radio- en televisieprogramma's waaraan hij als "stemmetjesmaker" meewerkte is bijzonder groot. Behalve dat hij aan meer dan duizend hoorspelen heeft meegewerkt, was hij ook gedurende vele jaren betrokken bij allerlei andere radioprogramma's zoals de Steravonden van de NCRV, KRO's Negen heit de klok, AVRO's De bonte dinsdagavondtrein. Zeventien jaar lang was hij de samensteller en regisseur van nationale programma's in opdracht van gezamenlijke omroepverenigingen.
Naast zijn optredens als acteur, cabaretier, imitator, coach, producent/regisseur en dergelijke bij radio en televisie deed hij nasynchronisaties voor Disneyfilms als Sneeuwwitje, Pinokkio, Bambi, Assepoester en Tarzan, speelde hij in een film met Wim Sonneveld en was hij als Bart van de Melm de praatboer en verteller van kolderverhalen bij KRO's boerenkapel "De Bietenbouwers". Hij werkte bij Benny Vreden (van Barend Bluf) en bij het cabaret Chiel de Boer. Hij werkte mee aan het kleuterprogramma Barend de Beer (productie en stemmen). Hij deed alle stemmetjes bij de poppenserie Coco en de vliegende knorrepot, maar de meesten zullen Ekel vooral kennen als Malle Pietje in Swiebertje, waarin hij zeven jaar meespeelde (vanaf 1968 tot aan het einde van de serie in 1975), en waardoor hij, vooral bij de jeugd, grote bekendheid kreeg. In deze hoedanigheid trad hij ook bij herhaling op in het land. Hij beschouwde Malle Pietje als de rol van zijn leven.
In 1980 verbond hij zich aan de toneelgroep Theater in Arnhem. Hij speelde daar als gastacteur in diverse stukken. Zo speelde hij Jacob Dulk in Schakels van Herman Heijermans (met Bernard Droog en Margreet Blanken in de hoofdrollen).
Ekel bleef tot op hoge leeftijd actief: in de animatiefilm Tarzan uit 1999 vertolkte hij nog professor Archimede Q. Porter, de vader van Jane. Op zijn 80e in 2002, tien jaar voor zijn dood, schreef hij een boek over meer dan vijftig jaar werken in "omroepland", onder de titel 'n Luisterrijk verleden. In april 2012 werd bekendgemaakt dat hij aan kanker leed en ernstig ziek was. Hij overleed enkele maanden later op 90-jarige leeftijd. Ekel was de laatste nog levende acteur van de vaste cast van de serie Swiebertje.

## Filmografie

### Televisie
- De hoed (KRO, 1952/1953) - ?
- De leeuwerik (VPRO, 1958/1959) - ?
- Coco en de vliegende knorrepot (1959-1963) - stemmen van alle poppen en gastacteurs
- De terugkijker (KRO, 1964/1965) - ?
- Barend de Beer (KRO/NCRV/NTS, 1964-1968) - productie en stem van de Zandman
- Ja zuster, nee zuster (VARA, 1966-1968) - stem van de papegaai Lorre
- Swiebertje (NCRV, 1968-1975) - Malle Pietje
- Calimero (1972) - stem van Haan, de vader van Calimero
- Het meisje met de blauwe hoed (NCRV, 1972) - postbode
- Twee onder één kap (VARA, 1973/1974) - ?
- Merijntje Gijzens Jeugd (1974) - stem van de papegaai Jacob
- Kunt u mij de weg naar Hamelen vertellen, mijnheer? (KRO, 1975) - stem van de papegaai Lorre Lei (in aflevering 32: De krimpspreuk van Lorre Lei)
- De holle bolle boom (AVRO, 1975/1976) - timmerman
- Hof van Holland (VARA, 1975/1976) - ?
- Pipo en de Noorderzon (VARA, 1978) - molenaar (in aflevering Een, to, tre... heups)
- Pipo in West-Best (VARA, 1980) - James Lost (in vier afleveringen)
- De Poppenkraam (KRO, 1981 en 1984) - stem van Koos Kist (in twee afleveringen uit 1981) en cameo als boer (in 1984)
- Schakels (TROS, 1982/1983) - Jacob Dulk
- Harold Lloyd (1983) - voice-over
- Fien (miniserie, 1985) - acteur in deel 1
- De Ep Oorklep Show (TROS, 1987) - stamgast Arie
- Laat maar zitten (VARA, 1988 en 1991) - meneer Klaassen (in twee afleveringen uit 1988) en ome Daan (in aflevering Snel van de weg weg uit 1991)
- In voor- en tegenspoed (VARA, 1995) - juwelier (in aflevering Mijn en dijn)

### Films
- Geld te geef (KRO-televisiefilm, 1963) - politieagent Leroy
- Op de Hollandse toer, Engelse titel Going Dutch (1973) - Fred
- Tarzan (1999) - Professor Archimedes Q. Porter (vader van Jane)

## Toneel
- Schakels van Herman Heijermans (1980) - Jacob Dulk

## Hoorspelen
- Apollo XXI - Het maanmysterie - Don
- De gesluierde planeet - Don
- Sprong in het heelal : Operatie Luna - Omroeper BBC
- Sprong in het heelal : Mars slaat toe - Marsiaan
- Maannacht - Maander, de computer
- Paul Vlaanderen en het Milbourne-mysterie - Lucas
- Een kwestie van vingerafdrukken - Feldwebel
- Trigië - Imbala, de verteller